# Sabina Sago
Sabina SAGO, właśc. Sabina Golanowska (ur. 25 października 1982 w Opolu) – polska wokalistka, aktorka musicalowa, kompozytorka, autorka tekstów.

## Kariera muzyczna
W 2006 ukończyła Państwowe Policealne Studium Zawodowe Wokalno-Baletowe w Gliwicach, z tytułem Aktora Scen Muzycznych.
W wieku 15 lat rozpoczęła karierę wokalną w Opolskim Studiu Piosenki przy Amfiteatrze Opolskim. W 2003 zajęła trzecie miejsce w konkursie „Debiuty” na 40. Krajowym Festiwalu Piosenki Polskiej w Opolu z zespołem Savine. W tym samym roku rozpoczęła współpracę z  Opole Gospel Choir, z którym wystąpiła w koncercie z okazji 25-lecia Pontyfikatu Ojca Świętego Jana Pawła II w Warszawie oraz koncercie Świat w obłokach w hołdzie Markowi Grechucie na KFPP w Opolu w 2006.
Współpracowała muzycznie również m.in. z Marcinem Dańcem, Jackiem Wójcickim, zespołem Antique, Irena Jarocką, Braćmi, Jackiem Mezo Mejerem, z którym nagrała piosenkę „Oddycham tobą” czy DJ Adamusem, któremu towarzyszyła w utworze „Moving On” Autorski utwór artystki „W sypialni” możemy usłyszeć jako tytułową piosenkę filmu Tomasza Wasilewskiego o tym samym tytule. Wzięła również udział w drugiej edycji telewizyjnego programu The Voice of Poland, po którym często określano ją polską Tiną Turner.
W 2017 wystąpiła na koncercie Mocne Granie z okazji 65 rocznicy powstania Radia Opole. Rok później w Radio Opole prowadziła swoją autorską audycję Dobre Granie Ekstra.
Również w 2018 nagrała swój pierwszy solowy singiel pt. „Kiedy” we współpracy z Piotrem Łukaszewskim i Karoliną Kozak w studio Custom34. 

### Kariera musicalowa
W 2005 rozpoczęła pracę w Gliwickim Teatrze Muzycznym, gdzie zagrała w operetce Kwiat Hawaii w reżyserii Jacka Chmielnika, oraz w musicalu 42 street w roli Lorraine Flemming. Rok później zagrała Christine Daae w musicalu Upiór w operze w Teatrze Palladium w Warszawie w reżyserii Jakuba Wociala. W 2009 wcieliła się w rolę Sheila Bryant w musicalu A Chorus Line w Teatrze Muzycznym Capitol we Wrocławiu.

### Życie prywatne
Posiada tytuł Magistra Animacji i Zarządzania Kulturą Uniwersytet Opolski.